# San Miguel Corporation
San Miguel Corporation – filipińska międzynarodowa spółka holdingowa z siedzibą w Mandaluyong.
Jest to największa korporacja na Filipinach pod względem przychodów, zatrudniająca ponad 24 tys. pracowników w ponad 100 głównych zakładach w regionie Azji i Pacyfiku.
Jej sztandarowy produkt, San Miguel Beer, jest jednym z najlepiej sprzedających się piw. Produkcja San Miguel rozpoczęła się od działalności wykraczającej poza rynek macierzysty i obejmującej Hongkong, Chiny, Indonezję, Wietnam, Tajlandię, Malezję i Australię; a jej produkty są eksportowane na 60 rynków na całym świecie.